# Synageles venator
Synageles venator là một loài nhện trông giống kiến. Loài này phân bố ở vùng Cổ Bắc giới và Canada, và cũng được tìm thấy ở Bắc Phi. Ở Trung Âu, nó là loài nhện giống kiến phổ biến nhất.
Loài nhện này dài 4 mm, con đực hơi nhỏ hơn. Chúng giống như loài nhện nhảy Leptorchestes berolinensis, nhưng có một đường kẻ trắng ở trên đầu.